# Abera Kuma

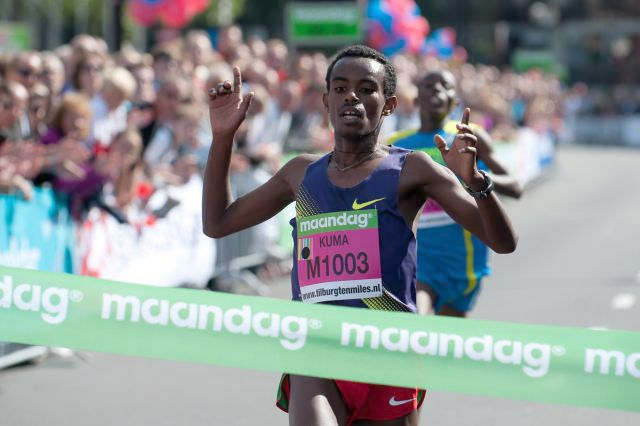
Abera Kuma 2010

Abera Kuma (* 31. August 1990 in Ambo) ist ein äthiopischer Langstreckenläufer.
2009 wurde er Junioren-Afrikameister über 5000 m. Im Jahr darauf kam er bei den Crosslauf-Weltmeisterschaften 2010 in Bydgoszcz auf den 17. Platz und gewann mit der äthiopischen Mannschaft Bronze. Einem Sieg beim 10-km-Lauf der Tilburg Ten Miles folgte ein zweiter Platz beim Zevenheuvelenloop.
2011 wurde er bei den Crosslauf-Weltmeisterschaften in Punta Umbría disqualifiziert, nachdem er sich mit dem Eritreer Samuel Tsegay auf der Ziellinie geprügelt hatte. Als äthiopischer Meister über 5000 m fuhr er zu den Leichtathletik-Weltmeisterschaften in Daegu und wurde über diese Distanz dort Fünfter.
2014 wurde er Dritter beim Berlin-Marathon.

## Persönliche Bestzeiten
- 3000 m: 7:51,21 min, 20. Mai 2010, Hengelo
- 5000 m: 13:00,15 min, 26. Mai 2011, Rom
- 10.000 m: 27:22,54 min, 3. Juni 2011, Eugene
- 10-km-Straßenlauf: 27:52 min, 5. September 2010, Tilburg
- 15-km-Straßenlauf: 42:01 min, 21. November 2010, Nijmegen
- Marathon: 2:05:56 h, 28. September 2014, Berlin